# John Arbuthnott
Pour les articles homonymes, voir Arbuthnott.
John Campbell Arbuthnott (26 octobre 1924 - 14 juillet 2012) est un pair écossais, Lord-lieutenant de Kincardineshire (1977–99) et un homme d'affaires ,. Il a le titre de 16e vicomte d'Arbuthnott.

## Éducation
Arbuthnott fait ses études au Fettes College, Édimbourg et au Gonville and Caius College, Cambridge, où il étudie la gestion immobilière  et obtient un BA en 1949 et une maîtrise en 1967 . Il est titulaire d'un Doctorat en droit honoraire de l'Université d'Aberdeen (1995) .
Pendant la Seconde Guerre mondiale, Arbuthnott sert dans le théâtre du Proche et de l'Extrême-Orient et du Pacifique (1944–45) avec la Fleet Air Arm de la Royal Navy (1942–46) et reçoit la Distinguished Service Cross (DSC) en 1945 .

## Carrière
Arbuthnott est un arpenteur agréé et membre de la Royal Institution of Chartered Surveyors (FRICS), un agent terrestre, un juge de paix (JP) et un lieutenant de la Royal Naval Reserve. Il sert dans la division du service des terres agricoles du ministère de l'Agriculture (1949-1955), est agent principal des terres pour la conservation de la nature en Écosse (1955-1967), membre de la Commission de la campagne (Écosse ; 1968-1971), président de la Red Deer Commission 1969–75, président de la British Association for Shooting and Conservation (1973–92), président de la Scottish Landowners 'Federation (1974–79) et membre de la Royal Zoological Society of Scotland (1976–2012), Scottish Agricultural Organization Society (1980–1983), le RSGS (1983–2012) ; Fédération des coopératives agricoles (UK) Ltd (1983-2012) ; vice-président du Conseil pour la conservation de la nature (1980-1985); et président du comité consultatif pour l'Écosse (1980-1985) .
Arbuthnott est administrateur d'Aberdeen & Northern Markets (1973–91; président, 1986–91), et administrateur de la société d'investissement Scottish Widows (1978–1994), et président de la société (1984–87) . Il est membre (1979–85) du Scottish North Investment Trust et administrateur de Britoil plc (1988–90), et rejoint le British Petroleum (BP) Scottish Advisory Board (1990–96) . En 1985, la Clydesdale Bank nomme Arbuthnott en tant que directeur principal du conseil d'administration, jusqu'en 1992 .

## Affiliations
Arbuthnott est membre de la Royal Society of Arts (FRSA) et de la Royal Society of Edinburgh (FRSE), prieur de la branche écossaise du Très vénérable ordre de Saint-Jean (GCStJ) (1983-1995), et est Lord High Commissioner à l'Assemblée générale de l'Église d'Écosse (mai 1986-1987), à la Commission royale sur les manuscrits historiques (1987-1994), et membre du tribunal de l'Université d'Aberdeen (1978-1984) et Liveryman de la Worshipful Company of Farmers .
Arbuthnott est nommé Commandeur de l'Ordre de l'Empire britannique (CBE) dans les honneurs du Nouvel An de 1986, et fait Chevalier de l'Ordre du Chardon (KT) en 1996.

## Famille
Arbuthnott est le fils du major général Keith Arbuthnott (15e vicomte d'Arbuthnott) (en). Il épouse Mary Elizabeth Darley Oxley (décédée le 16 janvier 2010) le 3 septembre 1949; ils ont deux enfants, un fils et une fille :
- Keith Arbuthnott, 17e vicomte d'Arbuthnott (né le 18 juillet 1950)
- Susanna Mary Arbuthnott (née le 1er mai 1954)